# Coeficiente de resistencia en automóviles

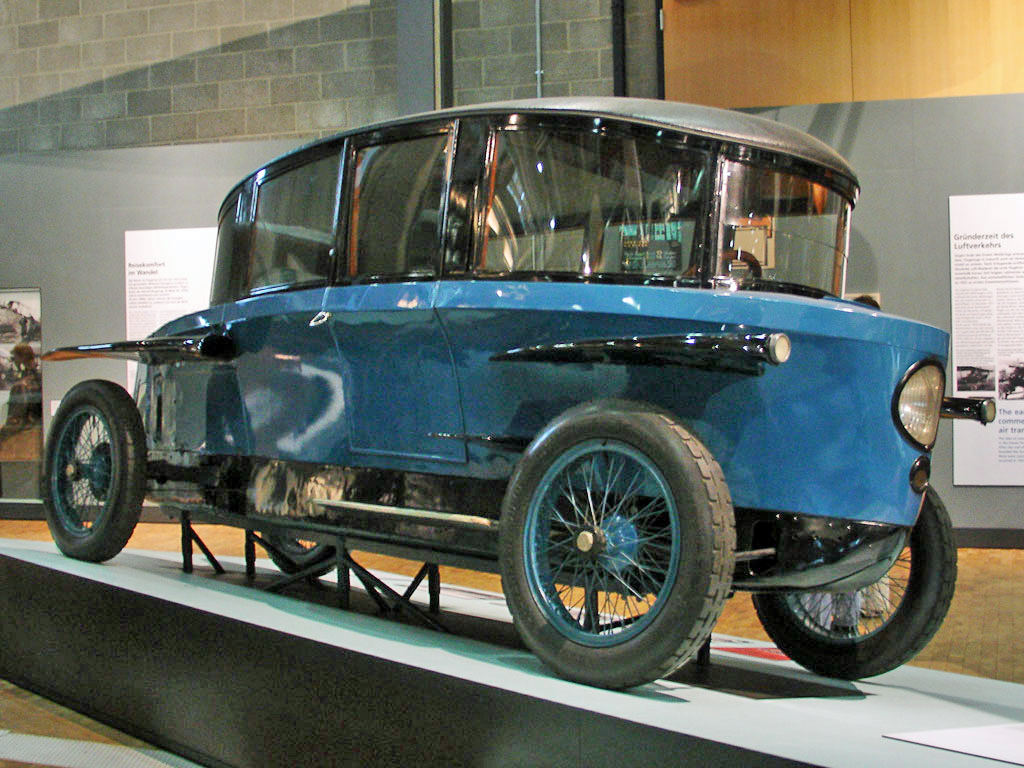
El Tropfenwagen de Edmund Rumpler de 1921, fue el primer automóvil diseñado aerodinámicamente producido en serie, antes que el Chrysler Airflow y el Tatra 77

El coeficiente de resistencia de un automóvil es un factor que se tiene en cuenta cuando se diseña un vehículo nuevo, dada su relación con sus otras características de rendimiento. Desde el punto de vista aerodinámico, el coeficiente de resistencia sirve para cuantificar la resistencia al avance que experimenta un vehículo cuando atraviesa el aire que lo rodea. La resistencia aerodinámica aumenta con el cuadrado de la velocidad; por lo tanto, adquiere una importancia crítica cuanto más deprisa se circula. Reducir el coeficiente de resistencia en un automóvil mejora su rendimiento principalmente en lo que respecta a su velocidad y a la eficiencia del consumo de combustible. Una forma común de evaluar la resistencia aerodinámica de un vehículo es mediante el producto de su área frontal y de su coeficiente de resistencia.

## Reducción de la resistencia
La reducción de la resistencia aerodinámica en los vehículos de carretera ha dado lugar a aumentos en su velocidad máxima y en su eficiencia en el consumo de combustible, así como a la mejora de muchas otras características de rendimiento, como su estabilidad de marcha o su capacidad de aceleración. Los dos factores principales que influyen en la resistencia son el área frontal del vehículo y el coeficiente de resistencia. El coeficiente de resistencia es un valor adimensional (sin unidades) que indica cuánto resiste un objeto al movimiento a través de un fluido como el agua o el aire. Una posible complicación de alterar la aerodinámica de un vehículo es que puede provocar que tienda a elevarse demasiado. La sustentación es una fuerza aerodinámica que actúa perpendicularmente al flujo de aire alrededor de la carrocería del vehículo. Demasiada elevación puede hacer que el vehículo pierda tracción en la carretera, lo que puede hacerlo muy inseguro. La reducción del coeficiente de resistencia está relacionada con la optimización de la forma exterior de la carrocería del vehículo, para lo que se tiene en cuente la velocidad del aire circundante y el uso característico que se vaya a dar al vehículo.

## Supresión de elementos accesorios
La eliminación de determinadas piezas accesorias en un automóvil es una manera fácil para que los diseñadores y propietarios de vehículos reduzcan el resistencia parásita y la resistencia frontal del vehículo con poco costo y esfuerzo. Puede ser tan simple como quitar alguna pieza que se hubiera añadido después de adquirir el vehículo, o tener que modificar o retirar una pieza del equipamiento original, es decir, cualquier parte procedente de fábrica. La mayoría de los coches deportivos de producidos en serie y los vehículos de alta eficiencia prescinden de fábrica de este tipo de elementos superfluos para ser competitivos en el mercado o en la competición, mientras que otros optan por mantener estos accesorios (a pesar de que aumentan la resistencia al aire del vehículo) por motivos estéticos o para adaptarse a los gustos de su base de clientes.

### Portaequipajes
Un portaequipajes es un rasgo común en muchos vehículos utilitarios deportivos y familiares. Si bien los portaequipajes en el techo son muy útiles para disponer de capacidad adicional para transportar equipaje, también incrementan el área frontal del vehículo y aumentan el coeficiente de resistencia. Esto se debe a que el aire fluye por la parte superior del vehículo, siguiendo las suaves líneas del capó y del parabrisas, y al encontrarse con la baca se provocan turbulencias. La eliminación de este elemento ha demostrado su efecto positivo en la eficiencia del consumo de combustible en varios estudios.

### Faldillas antibarro
Las faldillas antibarro rara vez aparecen como un elemento estándar en los automóviles modernos, ya que interfieren con el flujo de aire limpio alrededor del vehículo. Para vehículos más grandes, como camiones, siguen siendo importantes para el control de la pulverización en caso de pavimento mojado, y en 2001 se introdujo una nueva versión de las faldillas que se ha demostrado que crea una resistencia aerodinámica significativamente menor que los modelos habituales.

### Deflector trasero
La mayoría de los deportivos suelen incluir de serie un deflector trasero, con la forma de un alerón más o menos elevado en la parte trasera del vehículo. Su principal propósito es contrarrestar la tendencia a elevarse del vehículo a altas velocidades, aumentando así su estabilidad. Para lograr la menor resistencia posible, el aire debe fluir alrededor de la carrocería aerodinámica del vehículo sin entrar en contacto con áreas de posible turbulencia. Un diseño de alerón trasero que se separa de la tapa posterior aumentará la carga aerodinámica reduciendo la tendencia del coche a elevarse a altas velocidades, pero a costa de penalizar el coeficiente de resistencia. Los deflectores planos, posiblemente inclinados ligeramente hacia abajo, pueden reducir la turbulencia y, por lo tanto, reducir el coeficiente de resistencia. Algunos automóviles cuentan con alerones traseros ajustables automáticamente, por lo que a menor velocidad el efecto sobre la resistencia se reduce cuando no es necesario disponer de los beneficios de una elevación reducida.

### Retrovisores laterales
Los espejos retrovisores laterales aumentan el área frontal del vehículo e incrementan el coeficiente de resistencia, ya que sobresalen del costado del vehículo. Para disminuir el impacto que tienen sobre la resistencia del vehículo, pueden reemplazarse por espejos más pequeños o espejos con una forma diferente. Varios prototipos de la década de 2010 han reemplazando los espejos por cámaras de vídeo, pero de momento su uso no se ha generalizado porque la legislación de la mayoría de los países requieren el uso de espejos laterales.

### Antena de radio
Si bien no tienen un impacto significativo en el coeficiente de resistencia debido a su pequeña sección, las antenas que se encuentran en la parte delantera del vehículo pueden reubicarse o ser sustituidas por modelos de techo más compactos, con el fin de librar al coche de esta resistencia adicional. La alternativa más común a las antenas de automóvil convencionales son las antenas de aleta de tiburón, que se encuentra en la mayoría de los vehículos de alta eficiencia. También existen antenas instalables en el interior del vehículo (normalmante, con forma de una fina rejilla de metal aplicada sobre una luna fija), que permiten sustituir la antena exterior.

### Limpiaparabrisas
El efecto que tienen los limpiaparabrisas en el flujo de aire de un vehículo varía entre los distintos modelos; sin embargo, a menudo se prescinde de ellos en algunos tipos de coches de carreras y en los prototipos de alta eficiencia para mantener el menor coeficiente de resistencia posible. Una opción mucho más común es reemplazar los limpiaparabrisas convencionales por otros de perfil más bajo, quitar el limpiaparabrisas del lado del pasajero, disponer delectores para evitar que el aire incida sobre las escobillas, o bien diseñar la carrocería del automóvil para que queden totalmente escondidos por debajo del capó.
Otra alternativa es equipar el vehículo con un solo limpiaparabrisas colocado en el centro, lo que le permite cubrir ambos lados del parabrisas a la vez. Esta solución reduce la resistencia al aire, al disminuir el área frontal de la hoja. Si bien dicha solución puede ser útil para las carreras, en la mayoría de los vehículos de carretera se obtendría una mejora mínima en la reducción general de la resistencia.

## Fabricación
La etapa de diseño de un vehículo permite optimizar de forma más eficiente su configuración aerodinámica, sin necesidad de acudir a accesorios de terceros fabricantes. La mayoría de los automóviles con coeficiente de resistencia muy bajo, como los coches de carreras y los prototipos de alta eficiencia, aplican estas ideas a sus diseños.

### Tapacubos

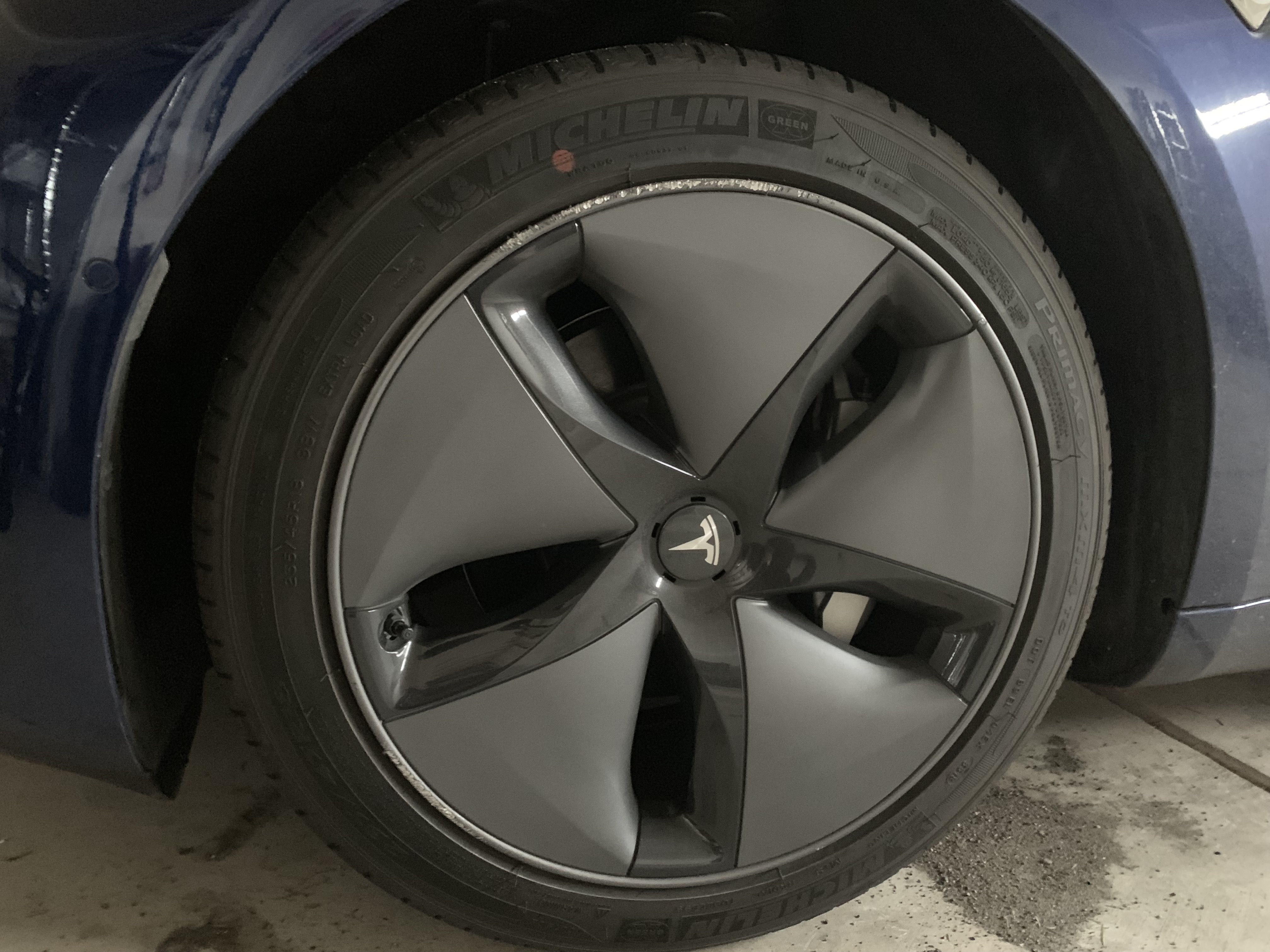
Llantas de aleación con tapacubos aerodinámicos en un Tesla Model 3

Cuando el aire fluye alrededor de los huecos de las ruedas, es perturbado por las llantas de los vehículos y forma un área de turbulencia alrededor de la rueda. Para que el aire fluya más suavemente, a menudo se usan tapacubos envolventes con formas suaves, utilizándose incluso diseños sin ningún agujero para evitar que el paso del aire forme turbulencias. Este diseño reduce la resistencia, pero  puede hacer que los frenos se calienten más rápidamente porque los tapacubos cerrados impiden que el flujo de aire disipe el calor generado en las frenadas. En consecuencia, esta modificación se ve más comúnmente en vehículos de alta eficiencia que en deportivos o coches de carreras.

### Cortinas de aire

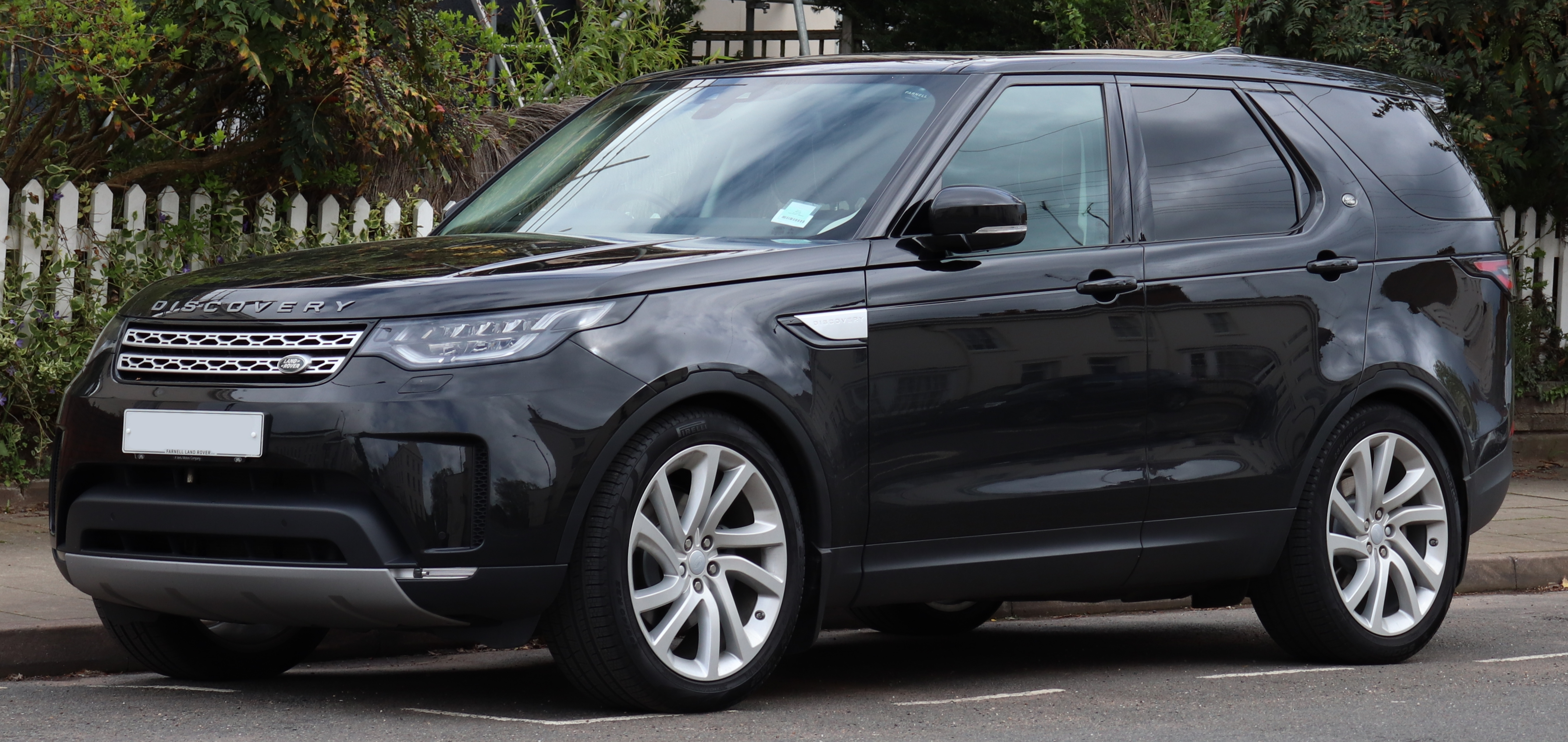
Land Rover Discovery de 2017, con cortinas de aire frontales

Las cortinas desvían el flujo de aire a través de una serie de ranuras practicadas en la carrocería y lo guían hacia el interior de los pasos de rueda.

### Bloqueo parcial de la rejilla del radiador
La calandra es la rejilla frontal que permite dirigir el aire a través del radiador. En un diseño aerodinámico, el aire debe fluir alrededor del vehículo en lugar de a través de él, pero la calandra redirige el flujo de aire perimetral a través del vehículo, lo que aumenta su resistencia aerodinámica. Para reducir este efecto, a menudo se utiliza un sistema de bloqueo parcial de la rejilla, que consiste en una serie de lamas orientables que permiten cubrir total o parcialmente los huecos de la parrilla delantera de un vehículo. En la mayoría de los modelos de alta eficiencia o en vehículos con bajo coeficiente de resistencia, se suele incorporar una rejilla muy pequeña, eliminando la necesidad de bloquearla. Pero en la mayoría de los vehículos de serie generalmente está diseñada para maximizar el flujo de aire a través del radiador, desde donde fluye al compartimiento del motor. Este diseño en realidad puede crear un flujo de aire excesivo, evitando que el motor alcance una temperatura de funcionamiento adecuada. En tales casos, se utiliza el bloqueo de la rejilla para aumentar el rendimiento del motor y reducir la resistencia al viento del vehículo simultáneamente.

### Bandeja inferior
La parte inferior de un vehículo a menudo atrapa aire en varios lugares y genera turbulencias. En la mayoría de los coches de carreras, este problema se evita cubriendo toda la parte inferior del vehículo en lo que se llama una bandeja inferior, que al evitar que el aire quede atrapado debajo del vehículo, reduce la resistencia al avance.

### Guardabarros carenados

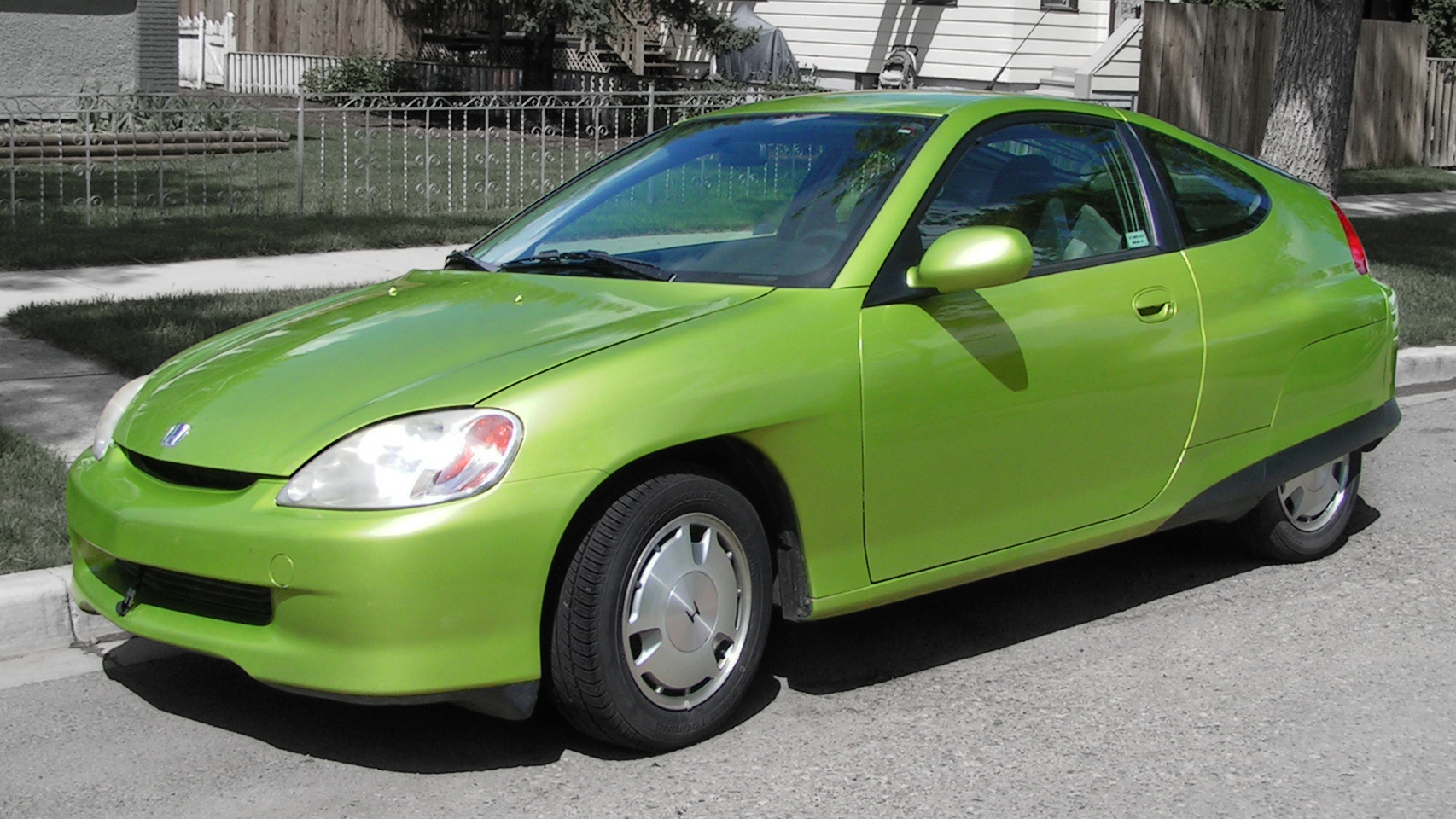
Honda Insight de primera generación

Los guardabarros carenados a menudo se fabrican como extensiones de los paneles de la carrocería, y cubren todo el espacio exterior de las ruedas. Al igual que los tapacubos lisos, esta modificación reduce la resistencia del vehículo al evitar que el aire quede atrapado en el paso de rueda, y contribuye a optimizar la eficiencia aerodinámica carrocería. Son más habituales en las ruedas traseras, donde los neumáticos no giran y el diseño es mucho más simple (como por ejemplo, en el Honda Insight de primera generación). En el caso de las ruedas delanteras, tienen el mismo efecto que los faldones de las ruedas traseras, pero deben estar más desplazados de la carrocería para compensar que el neumático sobresalga de la carrocería cuando se circula en curva.

### Parachoques delantero
El parachoques delantero es la primera parte del vehículo por la que debe circular el aire. Por lo tanto, juega un papel crucial en la reducción de la resistencia. A menudo, se dispone como una barrera para limitar el paso del aire por debajo del vehículo, que se extiende desde la parte inferior de la calandra hacia abajo, en todo el ancho del vehículo.  Es habitual que las incisiones de las cortinas de aire queden integradas en la forma del parachoques delantero.

### Cola de barco y perfil Kamm
Un diseño en cola de barco puede reducir considerablemente la resistencia total a la resistencia de un vehículo. Consiste en la adopción de un perfil similar a la forma de una lágrima, lo que permite reducir la aparición de la separación de flujo, un fenómeno que incrementa considerablemente la resistencia al avance del vehículo. Un perfil Kamm es básicamente un diseño en cola de barco truncado. Permite disponer de una parte trasera del vehículo con cierta anchura, introduciendo un plano con un ligero ángulo hacia el parachoques trasero. Aunque no es tan eficaz como un diseño de cola de barco (acabado en punta), por razones prácticas y de estilo, el perfil Kamm se ha hecho bastante frecuente en turismos, vehículos de alta eficiencia e incluso en camiones.

## Coeficientes de resistencia típicos
El automóvil moderno promedio alcanza un coeficiente de resistencia de entre 0,25 y 0,3. Los utilitarios deportivos, con sus formas típicamente más cuadradas, suelen tener un Cx de entre 0,35 y 0,45. El coeficiente de resistencia de un vehículo depende fundamentalmente de la forma de su carrocería, pero también se ve afectado por otras circunstancias que se mencionan en muchos de estos ejemplos. Algunos autos deportivos tienen un coeficiente de resistencia sorprendentemente alto (como el Ariel Atom, con un valor de 0,40), pero esto es debido a la necesidad de compensar el elevado efecto de sustentación que generan determinados vehículos.
A continuación se muestran algunos ejemplos de Cx. Las cifras proporcionadas son generalmente para el modelo básico de cada tipo de automóvil, que puede no estar disponible en algunos mercados. Algunos modelos de alto rendimiento pueden tener mayor resistencia debido a utilizar neumáticos más anchos, o al uso de deflectores adicionales y sistemas de enfriamiento más grandes, ya que muchos modelos básicos (generalmente, de menor potencia) tienen radiadores de menor tamaño, lo que implica un menor flujo de aire de refrigeración a través del motor, y por lo tanto, un menor coeficiente de resistencia.
El Cx de un vehículo determinado variará según el túnel de viento en el que se mida. Se han documentado variaciones de hasta un 5% y las variaciones en la técnica de prueba y el análisis también pueden significar ciertas diferencias. Entonces, si el mismo vehículo con un coeficiente de resistencia de 0,30 se midió en un túnel diferente, se estima que podría variar desde Cx=0,285 hasta Cx=0,315.
| Cx           | Automóvil                                 | Año           |
| ------------ | ----------------------------------------- | ------------- |
| 0.7 a 1.1    | Fórmula 1 (ajustable según circuito)      |               |
| 0.74         | Clase Legends car                         |               |
| 0.7          | Caterham Seven                            |               |
| 0.65 to 0.75 | Lotus Seven                               | 1957–1972     |
| 0.6 +        | Camión tipo                               |               |
| 0.59         | Land Rover Defender                       | 2008          |
| 0.57         | Hummer H2                                 | 2003          |
| 0.54         | Mercedes-Benz Clase G                     |               |
| 0.51         | Volkswagen Westfalia Camper               | 1980-1991     |
| 0.51         | Citroën 2 CV                              | 1948          |
| 0.48         | Rover Mini (automóvil)                    | 1998          |
| 0.48         | Volkswagen Tipo 1 (diseño original)       | 1938          |
| 0.48         | Volkswagen Cabriolet (Rabbit)             | 1979–1993     |
| 0.47         | Lancia Aprilia                            | 1937          |
| 0.46         | Ford Mustang (cupé)                       | 1979          |
| 0.46         | Lincoln Town Car (sedán)                  | 1985-1989     |
| 0.454        | Jeep Wrangler (JL)                        | 2018          |
| 0.45         | Dodge Viper RT/10                         | 1996          |
| 0.45         | Mercury Grand Marquis (sedán)             | 1988-1991     |
| 0.45         | Range Rover Classic                       | 1990          |
| 0.45         | Volkswagen Gol G1                         | 1980          |
| 0.44         | Volkswagen T3                             | 1980-1991     |
| 0.44         | Ford Mustang (fastback)                   | 1979          |
| 0.44         | Peugeot 305                               | 1978          |
| 0.44         | Peugeot 504                               | 1968          |
| 0.44         | Toyota Hilux                              | 1990          |
| 0.43         | TVR 3000S                                 | 1978-79       |
| 0.425        | Duple 425 (autobús)                       | 1985          |
| 0.42         | Lamborghini Countach                      | 1974          |
| 0.42         | Plymouth Duster                           | 1994          |
| 0.42         | Triumph Spitfire Mk IV                    | 1971          |
| 0.41         | Smart Roadster                            | 2003          |
| 0.41         | Volvo 740 (Sedán)                         | 1982          |
| 0.405        | Subaru Forester                           | 1997-2002     |
| 0.40         | Chevrolet Astro                           | 1995-2005     |
| 0.40         | Mercury Cougar                            | 1983-1986     |
| 0.40         | Ariel Atom                                | 2002          |
| 0.40         | Ford Escape                               | 2005          |
| 0.40         | Nissan Skyline GT-R R32                   | 1989          |
| 0.40         | Jaguar XJS                                | 1976-1996     |
| 0.40         | Ford Ranger                               | 2011-2015     |
| 0.39         | Chevrolet Tahoe                           | 2006          |
| 0.39         | MG ZR                                     | 2001          |
| 0.39         | Dodge Durango                             | 2004          |
| 0.39         | Ford Aerostar                             | 1995          |
| 0.39         | Ford Escort 5 Door                        | 1981-1984     |
| 0.39         | Honda Odyssey                             | 1994-98       |
| 0.39         | Toyota Tacoma (N300)                      | 2016          |
| 0.39         | Triumph Spitfire                          | 1964          |
| 0.385        | Nissan 280 ZX                             | 1978          |
| 0.38         | Fiat Ritmo                                | 1978          |
| 0.38         | Ford Territory                            | 2011          |
| 0.38         | Lexus GX                                  | 2003          |
| 0.38         | Lincoln Mark VII                          | 1984-1992     |
| 0.38         | Mazda MX-5                                | 1989          |
| 0.38         | Fiat 500 (1957)                           | 1957          |
| 0.38         | Smart Roadster Cupé                       | 2003          |
| 0.38         | Subaru Forester                           | 2009-2013     |
| 0.38         | VW New Beetle (sin alerón: 0.39)          | 2003          |
| 0.374        | Ford Capri Mk III                         | 1978          |
| 0.372        | Ferrari F50                               | 1996          |
| 0.37         | Ford Escort Mk.III (Europe)               | 1980          |
| 0.37         | BMW Z3 M Cupé                             | 1999          |
| 0.37         | Jaguar XJ (X300/X308)                     |               |
| 0.37         | Mercury Grand Marquis                     | 1998-2002     |
| 0.37         | Mercury Grand Marquis                     | 2003-2011     |
| 0.37         | Renault Twingo I                          |               |
| 0.37         | Volkswagen Tiguan                         | 2008          |
| 0.36         | Alfa Romeo 33                             | 1983          |
| 0.36         | Cadillac Escalade hybrid                  | 2008          |
| 0.36         | Cadillac Fleetwood                        | 1996          |
| 0.36         | Citroën CX (denominado así por el Cx)     | 1974          |
| 0.36         | Citroën DS                                | 1955          |
| 0.36         | Chrysler Sebring                          | 1996          |
| 0.36         | Ferrari Testarossa                        | 1986          |
| 0.36         | Ford Escort                               | 1997-2002     |
| 0.36         | Ford Focus 3-door                         | 2000-2004     |
| 0.36         | Ford Mustang                              | 1999          |
| 0.36         | Honda Civic                               | 2001–2005     |
| 0.36         | Lincoln Town Car                          | 1990-1997     |
| 0.36         | Mercury Cougar                            | 1987-1988     |
| 0.36         | Mercury Grand Marquis                     | 1992-1997     |
| 0.36         | Mitsubishi Magna, V3000 Sedán             | 1985-1991     |
| 0.36         | Mitsubishi Lancer Evolution IX            | 2006          |
| 0.36         | Subaru Impreza                            | 2010          |
| 0.36         | Saturn S-Series                           | 1996-2001     |
| 0.36         | Tatra 87 (Cx:0.244 modelo a escala 1:5)   | 1936-1950     |
| 0.36         | Toyota Celica Convertible                 | 1994-1999     |
| 0.36         | Volkswagen Jetta                          | 1985-1992     |
| 0.357        | Ram 1500 Quad Cab 4x2                     | 2018          |
| 0.355        | NSU Ro 80                                 | 1967          |
| 0.355        | Ford Focus                                | 2016          |
| 0.35         | Maserati Quattroporte V                   | 2003          |
| 0.35         | Aleko 2141                                | 1986-2002     |
| 0.35         | Aston Martin Vanquish                     | 2004          |
| 0.35         | BMW M3 Convertible                        | 2005          |
| 0.35         | BMW Z4 M Cupé                             | 2006          |
| 0.35         | DeltaWing (carreras de resistencia)       | 2012          |
| 0.35         | Dodge Viper                               | 1996          |
| 0.35         | Ford Thunderbird                          | 1983-1988     |
| 0.35         | Ford Windstar                             | 1995-1998     |
| 0.35         | Ford Windstar                             | 1999-2003     |
| 0.35         | Honda CR-X del Sol                        | 1992–1997     |
| 0.35         | Jaguar XK                                 | 2005          |
| 0.35         | Lexus GX                                  | 2010          |
| 0.35         | Lexus RX                                  | 2003–2009     |
| 0.35         | Mini (automóvil)                          | 2008          |
| 0.35         | Mitsubishi Lancer Evolution X             | 2008          |
| 0.35         | Nissan Cube                               | 2009          |
| 0.35         | Renault Clio (Mk 2)                       | 2002          |
| 0.35         | SSC Ultimate Aero                         | 2007–2013     |
| 0.35         | Tesla Roadster                            | 2008          |
| 0.35         | Mitsubishi i-MiEV                         | 2011          |
| 0.35         | Smart Fortwo                              | 2008-         |
| 0.35         | Toyota MR2                                | 1998          |
| 0.35         | Toyota Previa                             | 1991-1997     |
| 0.35         | Toyota Sequoia                            | 2007          |
| 0.35         | Volvo Serie 900 (sedán)                   | 1990          |
| 0.348        | Toyota Celica Supra (Mk 2)                | 1982          |
| 0.342        | Toyota Celica (5 puertas)                 | 1982          |
| 0.34         | Alfa Romeo Giulia (1962) Sedán            | 1968-1972     |
| 0.34         | Aston Martin DB9                          | 2004          |
| 0.34         | Chevrolet Caprice                         | 1994          |
| 0.34         | Chevrolet C6 Corvette Z06                 | 2006–2013     |
| 0.34         | Chevrolet Tahoe hybrid                    | 2008          |
| 0.34         | Ferrari 360                               | 1999          |
| 0.34         | Ferrari F40                               | 1987          |
| 0.34         | Ferrari F430 F1                           | 2004          |
| 0.34         | Fiat Uno                                  | 1984-1989     |
| 0.34         | Ford Puma                                 | 1997          |
| 0.34         | Ford Sierra                               | 1982          |
| 0.34         | Geo Metro (Hatchback)                     | 1995-1997     |
| 0.34         | Volkswagen Gol G2                         | 1994          |
| 0.34         | Honda Prelude                             | 1988          |
| 0.34         | Mercedes-Benz Clase SL (sin capota)       | 2001          |
| 0.34         | Mitsubishi Lancer Evolution X             | 2014          |
| 0.34         | Nissan Altima                             | 1993-1997     |
| 0.34         | Nissan Skyline R34 GT-R                   | 1999-2002     |
| 0.34         | Peugeot 106                               | 1991          |
| 0.34         | Saab 900 NG                               | 2003          |
| 0.34         | Saab 9000                                 | 1984-1998     |
| 0.34         | Saturn S-Series                           | 1991-1995     |
| 0.34         | Subaru Impreza (4 Door)                   | 2009          |
| 0.34         | Subaru Legacy Wagon                       | 1993-1999     |
| 0.34         | Toyota Corolla (Wagon)                    | 1993-1997     |
| 0.34         | Toyota Supra (con alerón)                 | 1989–1990     |
| 0.339        | Citroën SM                                | 1970-1975     |
| 0.338        | Chevrolet Camaro                          | 1995          |
| 0.334        | Seat Leon FR                              | 2005-2011     |
| 0.33         | Honda Integra                             | 1993-2001     |
| 0.33         | Acura RSX                                 | 2002-2006     |
| 0.33         | Alfa Romeo Giulia (saloon)                | 1962          |
| 0.33         | Audi A3                                   | 2006          |
| 0.33         | BMW E30 M3                                | 1986–1992     |
| 0.33         | Chevrolet Caprice (Sedán)                 | 1991-1996     |
| 0.33         | Dodge Charger                             | 2006          |
| 0.33         | Ford Crown Victoria                       | 1992          |
| 0.33         | Ford Escort (América del Norte)           | 1998-2003     |
| 0.33         | Ford Fusion                               | 2010          |
| 0.33         | Holden Commodore (VT) Sedán               | 1997          |
| 0.33         | Honda Accord Sedán                        | 2002          |
| 0.33         | Honda Civic Hatchback                     | 1988-1991     |
| 0.33 to 0.37 | Koenigsegg Agera                          | 2013          |
| 0.33         | Lamborghini Murciélago                    | 2001          |
| 0.33         | Lexus RX                                  | 2010          |
| 0.33         | Mazda RX-7 FC3C                           | 1987          |
| 0.33         | Nissan 200SX Cupé                         | 1995-1998     |
| 0.33         | Peugeot 206                               | 1998          |
| 0.33         | Dodge Durango (sin techo, HEAT: 0.325)    | 2011–presente |
| 0.33         | Peugeot 309                               | 1986          |
| 0.33         | Renault Modus                             | 2004          |
| 0.33         | Saab 9-3 SC                               | 2003          |
| 0.33         | Saturn S-Series                           | 1999          |
| 0.33         | Subaru Impreza                            | 2004          |
| 0.33         | Subaru Forester                           | 2014-2018     |
| 0.33         | Toyota Camry (sedán)                      | 1991          |
| 0.33         | Toyota Corolla (E100)                     | 1993-1997     |
| 0.33         | Toyota Supra (sin alerón)                 | 1989–1990     |
| 0.329        | Chevrolet Corsica                         | 1989-2006     |
| 0.325        | Opel Astra J                              | 2009          |
| 0.324        | Cobalt SS Supercharged                    | 2005          |
| 0.321        | Toyota Matrix                             | 2003-2008     |
| 0.32         | Mitsubishi RVR                            | 2010          |
| 0.32         | Buick Riviera                             | 1995          |
| 0.32         | BMW M3 Cupé                               | 2005          |
| 0.32         | Dodge Avenger                             | 1995          |
| 0.32         | Ferrari California                        | 2008          |
| 0.32         | Chrysler 300C                             | 2011-2014     |
| 0.32         | Fiat Croma                                | 1985-1996     |
| 0.32         | Ford Taurus                               | 1992-1995     |
| 0.32         | Geo Metro (sedán)                         | 1995-1997     |
| 0.32         | SEAT León                                 | 2005-2011     |
| 0.32         | Honda Accord (cupé)                       | 2002          |
| 0.32         | Honda Ascot Innova (sedán)                | 1992-1996     |
| 0.32         | Honda Civic (cupé)                        | 1992-1995     |
| 0.32         | Honda Civic (Hatchback DX)                | 1996-2000     |
| 0.32         | Honda Civic Sedán EX                      | 1996-2000     |
| 0.32         | Honda NSX                                 | 1990          |
| 0.32         | Hyundai Veloster                          | 2012          |
| 0.32         | Jaguar XJ (X350)                          | 2006          |
| 0.32         | Koenigsegg CCX                            | 2006          |
| 0.32         | Mazdaspeed3                               | 2007          |
| 0.32         | McLaren F1                                | 1992          |
| 0.32         | Mercedes-Benz 190E 2.5-16/2.3-16          | 1983-1990     |
| 0.32         | Nissan 240SX Cupé                         | 1995-1998     |
| 0.32         | Nissan 300 ZX                             | 1989          |
| 0.32         | Nissan Altima                             | 1998-2001     |
| 0.32         | Nissan Maxima                             | 1997          |
| 0.32         | Oldsmobile Aurora                         | 1995-1999     |
| 0.32         | Porsche 911 GT2                           | 2008–2013     |
| 0.32         | Peugeot 406                               | 1995          |
| 0.32         | Eurovan (Sevel)                           | 1994          |
| 0.32         | Saab Sonett II                            | 1966-1969     |
| 0.32         | Scion xB                                  | 2008          |
| 0.32         | Suzuki Swift                              | 1991          |
| 0.32         | Tatra 600                                 | 1948-1952     |
| 0.32         | Toyota Celica                             | 1994          |
| 0.32         | Toyota Celica                             | 2000-2005     |
| 0.32         | Toyota Supra (excepto con alerón y turbo) | 1993          |
| 0.32         | Toyota Supra (con alerón)                 | 1987–1988     |

| Cx    | Automóvil                                     | Año             |
| ----- | --------------------------------------------- | --------------- |
| 0.32  | Toyota Tercel Sedán                           | 1995-2000       |
| 0.32  | Toyota Corolla Hatchback (E210, US)           | 2019            |
| 0.32  | Volkswagen Golf III                           | 1991            |
| 0.32  | Volkswagen GTI Mk V                           | 2006            |
| 0.32  | Volvo V50                                     | 2004            |
| 0.315 | Saturn SL1                                    | 1996-1999       |
| 0.31  | Alfa Romeo 156                                | (1997–2007)     |
| 0.31  | Audi A4 B5                                    | 1995            |
| 0.31  | Audi A5                                       | 2011–2016       |
| 0.31  | Audi A3                                       | 2014            |
| 0.31  | BMW Serie 7                                   | 2009            |
| 0.31  | Buick Park Avenue                             | 1996            |
| 0.31  | Cadillac CTS                                  | 2004            |
| 0.31  | Cadillac CTS                                  | 2005            |
| 0.31  | Citroën AX                                    | 1986            |
| 0.31  | Citroën GS                                    | 1970            |
| 0.31  | Chrysler Vision                               | 1995            |
| 0.31  | Ford Focus Sedán                              | 2000-2004       |
| 0.31  | Fiat Cupé                                     | 1995            |
| 0.31  | Fiat Tipo (1988)                              | 1988-1995       |
| 0.31  | Ford Falcon                                   | 1995            |
| 0.31  | Ford Thunderbird                              | 1989-1997       |
| 0.31  | Holden Commodore                              | 1998            |
| 0.31  | Honda Civic (hatchback)                       | 1992-1995       |
| 0.31  | Honda Civic (sedán)                           | 2006            |
| 0.31  | Infiniti G (cupé)                             | 2008–2015       |
| 0.31  | Kia Rio (sedán)                               | 2001            |
| 0.31  | Lamborghini Diablo                            | 1990            |
| 0.31  | Lexus LFA (alerón recogido)                   | 2010            |
| 0.31  | Mazda MX-3                                    | 1990–1996       |
| 0.31  | Mazda MX-6                                    | 1992–1997       |
| 0.31  | Mazda RX-7 FC3S                               | 1986            |
| 0.31  | Mazda RX-7 FD R1(R2)                          | 1993            |
| 0.31  | Mazda RX-8                                    | 2004            |
| 0.31  | Mazda2 (Hatchback)                            | 2010-2014       |
| 0.31  | Mazda 3 (Hatchback)                           | 2010-2013       |
| 0.31  | Nissan Tiida / Versa                          | 2004            |
| 0.31  | Opel Tigra                                    | 1994-2000       |
| 0.31  | Pagani Huayra                                 | 2012            |
| 0.31  | Peugeot 307                                   | 2001            |
| 0.31  | Peugeot 405                                   | 1987            |
| 0.31  | Porsche 997 Turbo/GT3                         | 2006            |
| 0.31  | Renault 25                                    | 1984            |
| 0.31  | Saab Sonett III                               | 1970-1974       |
| 0.31  | Saab 9-3 Viggen                               | 2003            |
| 0.31  | Saab 9-5 Wagon (2000-2010)                    | 2003            |
| 0.31  | Saturn SC2                                    | 2001            |
| 0.31  | Scion xA                                      | 2004            |
| 0.31  | Toyota Avalon                                 | 1995–2000       |
| 0.31  | Toyota Corolla (E110)                         | 1998-2002       |
| 0.31  | Toyota Corolla (E210, UK)                     | 2019            |
| 0.31  | Toyota Paseo                                  | 1995-1999       |
| 0.31  | Toyota RAV4                                   | 2006            |
| 0.31  | Toyota Supra (excepto sin alerón)             | 1993            |
| 0.31  | Volkswagen GTI Mk IV                          | 1997            |
| 0.31  | Volkswagen Golf VI                            | 2008-2012       |
| 0.31  | Volvo S40 2nd generation                      | 2003            |
| 0.308 | Chevrolet Bolt                                | 2016            |
| 0.308 | Škoda Octavia                                 | 2005            |
| 0.304 | Ford Probe                                    | 1988-1992       |
| 0.30  | Lotus Elan+2                                  | 1967-1974       |
| 0.30  | Alfa Romeo 164                                | 1988            |
| 0.30  | Audi 100                                      | 1983            |
| 0.30  | BMW 5 Series (E34)                            | 1988            |
| 0.30  | BMW 3 Series (F30/F31) 335i                   | 2012            |
| 0.30  | Fiat Uno facelift                             | 1989-2000       |
| 0.30  | Ford Taurus                                   | 1996-1999       |
| 0.30  | Ford Focus Wagon                              | 2000-2004       |
| 0.30  | Ford Focus ST                                 | 2013–2018       |
| 0.30  | Honda Accord Sedán                            | 2003, 2005–2007 |
| 0.30  | Honda CR-X DX/Si                              | 1988            |
| 0.30  | Honda NSX                                     | 2002            |
| 0.30  | Honda Odyssey                                 | 2005            |
| 0.30  | Hyundai Sonata                                | 2006            |
| 0.30  | Koenigsegg CCX                                | 2006            |
| 0.30  | Mitsubishi Eclipse                            | 2000            |
| 0.30  | Nissan 180SX                                  | 1989            |
| 0.30  | Nissan 300 ZX                                 | 1983            |
| 0.30  | Nissan 350Z Cupé Base (y preparados)          | 2003–2008       |
| 0.30  | Nissan 370Z Cupé (Sport: 0.29 )               | 2009            |
| 0.30  | Peugeot 207                                   | 2006-2014       |
| 0.30  | Renault 19 16V                                | 1991            |
| 0.30  | Saab 92                                       | 1947            |
| 0.30  | SEAT León                                     | 2012            |
| 0.30  | Toyota Camry (sedán)                          | 1996            |
| 0.30  | Toyota Corolla (E120)                         | 2003-2008       |
| 0.30  | Toyota Corolla (E210, Europe, Hatchback)      | 2019            |
| 0.30  | Toyota Sienna                                 | 2003–2009       |
| 0.30  | Volkswagen Bora mk4                           | 1999–2005       |
| 0.30  | Mercedes-Benz CLA 250                         | 2013–2018       |
| 0.299 | Cadillac ATS                                  | 2012            |
| 0.297 | Fiat Tempra                                   | 1990-1999       |
| 0.296 | Chevrolet Impala (I4)                         | 2013            |
| 0.295 | Ford Falcon                                   | 1998            |
| 0.295 | Ford Focus (Mk.III hatchback sedán:0.274)     | 2011            |
| 0.291 | Toyota Avalon                                 | 2005            |
| 0.29  | Subaru XT                                     | 1985-1989       |
| 0.29  | Alfa Romeo 155                                | 1992            |
| 0.29  | Alfa Romeo MiTo                               | 2011            |
| 0.29  | Acura TL                                      | 2004-2008       |
| 0.29  | Audi 80                                       | 1991            |
| 0.29  | Audi A4 Sedán                                 | 2007            |
| 0.29  | BMW Serie 1 (116i Sportshatch)                | 2008            |
| 0.29  | BMW 3 Series (F30/F31) 328i                   | 2012            |
| 0.29  | BMW 8 Series                                  | 1989-1999       |
| 0.29  | BMW i3                                        | 2013            |
| 0.25  | BMW iX                                        | 2020            |
| 0.29  | Chevrolet Corvette                            | 2005            |
| 0.29  | Chevrolet Corvette C5 Z06                     | 2002            |
| 0.29  | Chevrolet Cruze Sedán                         | 2016            |
| 0.29  | Daewoo Espero                                 | 1990            |
| 0.29  | Dodge Charger Daytona                         | 1969            |
| 0.29  | Eagle Talon                                   | 1990s           |
| 0.29  | Fiat Tipo (2016)                              | 2015            |
| 0.29  | Ford Escape                                   | 2010            |
| 0.29  | Ford Falcon (AU) Sedán                        | 1998            |
| 0.29  | Ford C-Max                                    | 2003            |
| 0.29  | Honda Accord Cupé                             | 2003, 2005–2007 |
| 0.29  | Honda Accord Hybrid                           | 2005, 2007      |
| 0.29  | Honda CR-X HF                                 | 1988            |
| 0.29  | Infiniti G Sedán                              | 2008            |
| 0.29  | Kia Niro Hybrid/EV Compact SUV                | 2016            |
| 0.29  | Lancia Dedra                                  | 1990            |
| 0.29  | Lexus CT 200h                                 | 2011–presente   |
| 0.29  | Lexus LS                                      | 1990            |
| 0.29  | Lotus Elite                                   | 1958            |
| 0.29  | Lotus Europa                                  | 1966            |
| 0.29  | Mazda Millenia                                | 1995            |
| 0.29  | Mazda RX-7 FC3S Aero Package                  | 1986            |
| 0.29  | Mazda RX-7 FD                                 | 1993            |
| 0.29  | Mazda 3 (sedán)                               | 2009            |
| 0.29  | Mercedes-Benz Clase SL (con capota)           | 2001–presente   |
| 0.29  | Mercedes-Benz C-Class Sportscoupe             | 2001            |
| 0.29  | Nissan 350Z Cupé Track y Grand Touring        | 2007–2008       |
| 0.29  | Nissan Leaf                                   | 2010            |
| 0.29  | Opel Calibra (versiones 16v/V6/Turbo)         | 1989-1997       |
| 0.29  | Peugeot 208                                   | 2012            |
| 0.29  | Peugeot 308                                   | 2007–presente   |
| 0.29  | Peugeot 407                                   | 2004-2011       |
| 0.29  | Peugeot 607                                   | 2000-2010       |
| 0.29  | Pontiac Firebird (con Aero Pack)              | 1984            |
| 0.29  | Porsche 918                                   | 2010            |
| 0.29  | Porsche Boxster                               | 2005–presente   |
| 0.29  | Saab 9-5 (1998 – 2009)                        | 2003            |
| 0.29  | Subaru SVX (sin deflector)                    | 1992            |
| 0.29  | Toyota Corolla L/LE Sedán (E170) 2013, (E210) | 2019            |
| 0.29  | Toyota Platz                                  | 2000-2005       |
| 0.29  | Toyota Prius                                  | 2001            |
| 0.29  | Toyota Yaris (sedán y hatchback)              | 2006-2011       |
| 0.29  | Volvo 850 T-5R Sedán                          | 1995            |
| 0.29  | Volvo C70                                     | 1998            |
| 0.288 | Chrysler Concorde                             | 1998–2001       |
| 0.286 | Perodua Bezza                                 | 2016            |
| 0.286 | Chevrolet Corvette C6 (cupé)                  | 2005–2013       |
| 0.285 | Chevrolet Volt                                | 2016            |
| 0.285 | Dodge Dart (2012)                             | 2012            |
| 0.285 | Opel Astra K Hatchback                        | 2015            |
| 0.284 | Volkswagen Passat CC                          | 2008–2017       |
| 0.281 | Chevrolet Volt                                | 2010-2015       |
| 0.28  | Alfa Romeo Giulietta Sprint Speciale          | 1959            |
| 0.28  | Audi A2 1.4 TDI                               | 2000            |
| 0.28  | Citroën C4                                    | 2004            |
| 0.28  | Citroën XM                                    | 1989            |
| 0.28  | Fiat Croma Nuova                              | 2005-2011       |
| 0.28  | Honda Civic Hybrid                            | 2003-2005       |
| 0.28  | Honda Insight                                 | 2009-2014       |
| 0.28  | Hyundai Elantra                               | 2011            |
| 0.28  | Hyundai Sonata (0.25 híbrido)                 | 2011-2013       |
| 0.28  | Lexus IS                                      | 2006–presente   |
| 0.28  | Opel Omega (sedán)                            | 1986–1993       |
| 0.28  | Saab 9-3 SS                                   | 2003            |
| 0.28  | Rumpler Tropfenwagen                          | 1921-1925       |
| 0.28  | Toyota Camry XV40, XV50                       | 2006–2018       |
| 0.28  | Toyota Corolla (E210, Europe, Saloon)         | 2019            |
| 0.28  | Maserati Quattroporte VI                      | 2013            |
| 0.275 | Ford Fusion                                   | 2013            |
| 0.274 | Peugeot 207 Economique                        | 2009            |
| 0.273 | Ford Focus Mk IV hatchback sedán: 0.25)       | 2018            |
| 0.27  | BMW 5 Series (E39)                            | 1996            |
| 0.27  | BMW 3 Series (F30/F31) 320d                   | 2012            |
| 0.27  | Hyundai Elantra                               | 2016            |
| 0.27  | Hyundai Sonata                                | 2019            |
| 0.27  | Mazda6 (sedán y hatchback)                    | 2008            |
| 0.27  | Mercedes-Benz Clase S (0.268 Sport P)         | 1998–2005       |
| 0.27  | Toyota GT86 and Toyota GT86                   | 2012            |
| 0.27  | Toyota Avalon                                 | 2018            |
| 0.27  | Volkswagen Jetta Mk7                          | 2018            |
| 0.26  | BMW 3 Series (F30/F31) 320d ED                | 2012            |
| 0.26  | BMW E90 (0.26-0.30)                           | 2009            |
| 0.26  | Jaguar XE                                     | 2014            |
| 0.26  | Mazda 3 (sedán)                               | 2012            |
| 0.26  | Mercedes-Benz Clase C Cupé                    | 2015–2018       |
| 0.26  | Nissan Altima (6th gen.)                      | 2018            |
| 0.26  | Nissan Sylphy (B18)                           | 2019            |
| 0.26  | Opel Calibra 8-valve                          | 1989            |
| 0.26  | Audi e-tron Sportback                         | 2020            |
| 0.25  | Toyota Prius                                  | 2009-2015       |
| 0.25  | Porsche Taycan Turbo S                        | 2019            |
| 0.25  | Honda Insight                                 | 1999-2006       |
| 0.25  | Tesla Model X                                 | 2018            |
| 0.26  | Lexus LS(0.25 suspensión neumática)           | 2001-2006       |
| 0.249 | Škoda Octavia MkIV 5 puertas                  | 2020            |
| 0.24  | Hyundai Ioniq                                 | 2016–presente   |
| 0.24  | Kia Optima Hybrid                             | 2016            |
| 0.24  | Mercedes-Benz S 350 BlueTec                   | 2013            |
| 0.24  | Mercedes-Benz C 220 (BT BE Sedán)             | 2014–Presente   |
| 0.24  | Tesla Model S                                 | 2012            |
| 0.24  | Toyota Prius                                  | 2016            |
| 0.236 | Xpeng P7                                      | 2020            |
| 0.23  | Audi A4 2.0 TDI ultra (110 kW)                | 2015            |
| 0.23  | Alfa Romeo Giulia Advanced Efficiency         | 2016            |
| 0.23  | BMW 320d (G20)                                | 2018            |
| 0.23  | Tesla Model 3                                 | 2017            |
| 0.22  | Porsche Taycan Turbo                          | 2019            |
| 0.22  | BMW 5 series (G30) 520d ED                    | 2017            |
| 0.22  | Mercedes-Benz CLA 180 BE Sedán                | 2013            |
| 0.212 | Tatra T77A (modelo 1:5)                       | 1935            |
| 0.19  | General Motors EV1                            | 1996            |
| 0.19  | Volkswagen XL1                                | 2013            |

| Cx    | Automóvil                                | Año  |
| ----- | ---------------------------------------- | ---- |
| 0.29  | FSM Beskid prototipo                     | 1983 |
| 0.27  | Avion                                    | 1986 |
| 0.26  | Alfa Romeo Disco Volante                 | 1952 |
| 0.25  | BMW Kamm-Cupé                            | 1938 |
| 0.25  | Coche Dymaxion                           | 1933 |
| 0.25  | SmILE (coche experimental)               | 1996 |
| 0.23  | Volvo ECC                                | 1992 |
| 0.22  | BMW i8 Prototipo                         | 2009 |
| 0.22  | Citroën ECO 2000 Prototipo               | 1981 |
| 0.22  | Aurel Persu aerodinámico                 | 1923 |
| 0.21  | Lucid Air                                | 2020 |
| 0.20  | Opel Eco-Speedster                       | 2002 |
| 0.20  | Loremo Prototipo                         | 2006 |
| 0.19  | Alfa Romeo B.A.T. 7 Prototipo            | 1954 |
| 0.19  | Dodge Intrepid ESX Prototipo             | 1995 |
| 0.19  | General Motors Ultralite                 | 1992 |
| 0.19  | Mercedes-Benz Bionic Prototipo           | 2005 |
| 0.170 | Chrysler Ghia Dart                       | 1955 |
| 0.17  | Pininfarina Fiat 124 Prototipo (Morelli) | 1978 |
| 0.168 | Daihatsu UFE-III Prototipo               | 2005 |
| 0.16  | GM Precept Prototipo (5 asientos)        | 2000 |

| Cx          | Automóvil                                     | Año       |
| ----------- | --------------------------------------------- | --------- |
| 0.16        | Edison2 VLC, (Automotive X Prize)             | 2010      |
| 0.159       | Volkswagen XL1 Prototipo                      | 2002      |
| 0.157       | Li-ion Motors Wave II (Automotive X Prize)    | 2010      |
| 0.15        | Schlörwagen                                   | 1939      |
| 0.15        | Aptera 2 Series 2e Prototipo                  | 2011      |
| 0.15        | Keris RV Nakoela Team (Shell EM)              | 2015      |
| 0.149-0.150 | Urbee 2                                       | 2013      |
| 0.147       | JCB Dieselmax récord diésel                   | 2006      |
| 0.14        | Fiat Turbina Prototipo                        | 1954      |
| 0.137       | Ford Probe V Prototipo                        | 1985      |
| 0.125       | Sunraycer, automóvil solar                    | 1987      |
| 0.12        | Reflex 1000, bicicleta solar                  | 1996      |
| 0.12        | Panhard CD LM64                               | 1964      |
| 0.117       | Goldenrod (récord en Bonneville)              | 1965      |
| 0.08        | Fortis Saxonia (Shell Eco-marathon) Prototipo | 2007      |
| 0.072       | Alérion Supermileage (Shell Eco-marathon)     | 2013      |
| 0.07        | Nuna, (World Solar Challenge)                 | 2001–2007 |
| 0.0512      | Ecorunner V (Shell Eco-marathon) Prototipo    | 2015      |
| 0.048       | Ecorunner VI (Shell Eco-marathon)             | 2016      |
| 0.045       | Ecorunner 8 (Shell Eco-marathon)              | 2018      |

## Área de resistencia
Si bien los diseñadores prestan atención a la forma general del automóvil, también tienen en cuenta que reducir el área frontal ayuda a reducir la resistencia del aire. El producto del coeficiente de resistencia y el área - área de resistencia - se representa como Cx·A (o CxA), el producto del valor de Cx por el área frontal.
El término "área de resistencia" procede de la aerodinámica, donde es el producto de un área de referencia (como el área de una sección transversal, el área de superficie total o similar) y el coeficiente de resistencia. En 2003, la revista Car and Driver adoptó este valor como una forma más intuitiva de comparar la eficiencia aerodinámica de varios automóviles.
La fuerza necesaria para superar la resistencia es:
{\displaystyle {\tfrac {1}{2}}\times {\text{densidad del aire}}\times {\text{coeficiente de resistencia}}\times {\text{área de referencia}}\times {\text{velocidad}}^{2}}
Por lo tanto: {\displaystyle {\tfrac {1}{2}}\times {\text{densidad del aire}}\times \mathbf {\text{área de resistencia}} \times {\text{velocidad}}^{2}}
donde el coeficiente de resistencia y el área de referencia se han contraído en el término del área de resistencia. Esto permite una estimación directa de la fuerza de resistencia a una velocidad dada para cualquier vehículo para el que solo se conoce el área de resistencia y, por lo tanto, una comparación más fácil.
Como el área de resistencia Cx·A es el valor fundamental que determina la potencia requerida para una velocidad de crucero dada, es un parámetro crítico para el consumo de combustible a una velocidad constante. Esta relación también permite obtener una estimación de la nueva velocidad máxima de un automóvil con un motor de mayor potencia,
{\displaystyle {\text{velocidad máxima estimada}}={\text{velocidad máxima original}}\times {\sqrt[{3}]{\frac {\text{nueva potencia}}{\text{potencia original}}}}}
o la potencia requerida para una velocidad máxima objetivo,
{\displaystyle {\text{potencia necesaria}}={\text{potencia original}}\times \left({\frac {\text{velocidad objetivo}}{\text{velocidad original}}}\right)^{3}}
Los automóviles de pasajeros de tamaño completo promedio tienen un área de resistencia de aproximadamente 8 ft² (0,7 m²). Las áreas de resistencia declaradas van desde los 
5,1 ft² (0,5 m²) para el Honda Insight de 1999, hasta los 26,5 ft² (2,5 m²) del Hummer H2 de 2003. El área de resistencia de una bicicleta (incluido el ciclista) también está en el rango de 6,5-7,5 ft² (0,6-0,7 m²).
| Cx·A sqft | Cx·A m2 | Modelo de automóvil                 |
| --------- | ------- | ----------------------------------- |
| 5,2       | 0,5     | 2019 Mercedes-Benz A 180 d (V177)   |
| 5,3       | 0,5     | 2013 Mercedes-Benz CLA 180 BlueEff. |
| 5,4       | 0,5     | 1989 Opel Calibra (8 valve)         |
| 5,5       | 0,5     | 2015 Audi A4 2.0 TDI ultra (110 kW) |
| 5,52      | 0,5     | 2019 Porsche Taycan Turbo           |
| 5,6       | 0,5     | 2017 BMW 520d EfficientDynamics     |
| 5,6       | 0,5     | 1993 Mazda RX-7 FD (base model)     |
| 5,7       | 0,5     | 1985 Subaru Alcyone/XT/Vortex       |
| 5,71      | 0,5     | 1990 Honda CR-X Si                  |
| 5,74      | 0,5     | 2002 Honda NSX                      |
| 5,76      | 0,5     | 1968 Toyota 2000GT                  |
| 5,8       | 0,5     | 1986 Toyota MR2                     |
| 5,81      | 0,5     | 1989 Mitsubishi Eclipse GSX         |
| 5,86      | 0,5     | 2001 Audi A2 1.2 TDI 3L             |
| 5,88      | 0,5     | 1990 Nissan 240SX / 200SX / 180SX   |
| 5,9       | 0,5     | 2015 BMW i8                         |
| 5,92      | 0,5     | 1994 Porsche 911 Speedster          |
| 5,95      | 0,6     | 1990 Mazda RX7                      |
| 5,96      | 0,6     | 1993 Mazda RX-7 FD R1(R2)           |
| 6         | 0,6     | 2001 Honda Insight                  |
| 6         | 0,6     | 1992 Subaru SVX                     |
| 6         | 0,6     | 1970 Lamborghini Miura              |
| 6,05      | 0,6     | 2012 Tesla Model S P85              |
| 6,08      | 0,6     | 2008 Nissan GT-R                    |
| 6,08      | 0,6     | 1989 Geo Metro                      |
| 6,13      | 0,6     | 1991 Honda NSX                      |
| 6,17      | 0,6     | 1995 Lamborghini Diablo             |
| 6,19      | 0,6     | 1981 Citroën GS X3                  |
| 6,2       | 0,6     | 2014 Toyota Prius                   |
| 6,24      | 0,6     | 2004 Toyota Prius                   |
| 6,27      | 0,6     | 1986 Porsche 911 Carrera            |
| 6,27      | 0,6     | 1992 Chevrolet Corvette             |
| 6,35      | 0,6     | 1999 Lotus Elise                    |
| 6,37      | 0,6     | 2000 Opel Speedster N/A             |
| 6,4       | 0,6     | 1990 Lotus Esprit                   |
| 6,41      | 0,6     | 2003 Smart Roadster Coupé           |
| 6,54      | 0,6     | 1991 Saturn Sports Coupe            |
| 6,57      | 0,6     | 1985 Chevrolet Corvette             |
| 6,63      | 0,6     | 2001 Audi A2                        |
| 6,66      | 0,6     | 1996 Citroën Saxo                   |
| 6,7       | 0,6     | 2014 Chevrolet Volt                 |
| 6,77      | 0,6     | 1995 BMW M3                         |

| Cx·A sqft | Cx·A m2 | Modelo de automóvil          |
| --------- | ------- | ---------------------------- |
| 6,79      | 0,6     | 1993 Toyota Corolla DX       |
| 6,8       | 0,6     | 2007 BMW E90 Coupe           |
| 6,81      | 0,6     | 1991 Subaru Legacy           |
| 6,89      | 0,6     | 2019 Renault Clio V          |
| 6,9       | 0,6     | 1993 Saturn Wagon            |
| 6,93      | 0,6     | 1982 DMC DeLorean            |
| 6,94      | 0,6     | 2003 Smart Roadster          |
| 6,96      | 0,6     | 1988 Porsche 944 S           |
| 7         | 0,7     | 2013 Mercedes-Benz CLA250    |
| 7,02      | 0,7     | 1992 BMW 325I                |
| 7,04      | 0,7     | 1991 Honda Civic EX          |
| 7,06      | 0,7     | 2004 Opel Speedster Turbo    |
| 7,1       | 0,7     | 1995 Saab 900                |
| 7,11      | 0,7     | 1991 Ford Thunderbird LX     |
| 7,13      | 0,7     | 1970 Citroën SM              |
| 7,14      | 0,7     | 1995 Subaru Legacy L         |
| 7,2       | 0,7     | 1995 Nissan Maxima GLE       |
| 7,34      | 0,7     | 2001 Honda Civic             |
| 7,39      | 0,7     | 1994 Honda Accord EX         |
| 7,4       | 0,7     | 2018 BMW X1 sDrive18i        |
| 7,48      | 0,7     | 1993 Chevrolet Camaro Z28    |
| 7,57      | 0,7     | 1992 Toyota Camry            |
| 7,63      | 0,7     | 1974 Citroën CX              |
| 7,69      | 0,7     | 1994 Chrysler LHS            |
| 7,72      | 0,7     | 1993 Subaru Impreza          |
| 7,8       | 0,7     | 2012 Nissan Leaf SL          |
| 8,02      | 0,7     | 2005 Bugatti Veyron          |
| 8,1       | 0,8     | 2016 Renault ZOE             |
| 8,7       | 0,8     | 1990 Volvo 740 Turbo         |
| 8,7       | 0,8     | 1992 Ford Crown Victoria     |
| 8,71      | 0,8     | 1991 Buick LeSabre Limited   |
| 8,79      | 0,8     | 1956 Citroën DS Spécial      |
| 9,54      | 0,9     | 1992 Chevrolet Caprice Wagon |
| 9,95      | 0,9     | 2016 Chrysler Pacifica       |
| 10,7      | 1       | 1992 Chevrolet Blazer        |
| 11,6      | 1,1     | 2005 Ford Escape             |
| 11,7      | 1,1     | 1993 Jeep Grand Cherokee     |
| 12,2      | 1,1     | 1949 Nash Airflyte           |
| 13        | 1,2     | 2019 Ram 1500                |
| 16,8      | 1,6     | 2006 Hummer H3               |
| 17,4      | 1,6     | 1995 Land Rover Discovery    |
| 26,5      | 2,5     | 2003 Hummer H2               |

| Cx·A sqft | Cx·A m2 | Modelo de automóvil         |
| --------- | ------- | --------------------------- |
| 0,21      | 0       | Pac-car II                  |
| 2,04      | 0,2     | 2011 Aptera 2 Series        |
| 2,1       | 0,2     | 2013 Urbee 2                |
| 2,5       | 0,2     | 1986 Twike                  |
| 2,54      | 0,2     | 2002 Opel Eco-Speedster     |
| 2,69      | 0,2     | 2009 Loremo                 |
| 2,78      | 0,3     | 2010 Edison2 Very Light Car |
| 3,27      | 0,3     | 1987 Renault VESTA II       |
| 4,72      | 0,4     | 2014 Volkswagen XL Sport    |
| 5         | 0,5     | 2005 Mercedes-Benz Bionic   |

| Cx·A sqft | Cx·A m2 | Modelo de automóvil |
| --------- | ------- | ------------------- |
| 3         | 0,3     | 2011 Volkswagen XL1 |
| 3,95      | 0,4     | 1996 GM EV1         |